# Cissus quadrangularis
Cissus quadrangularis es una planta perenne, de la familia de las vitáceas.

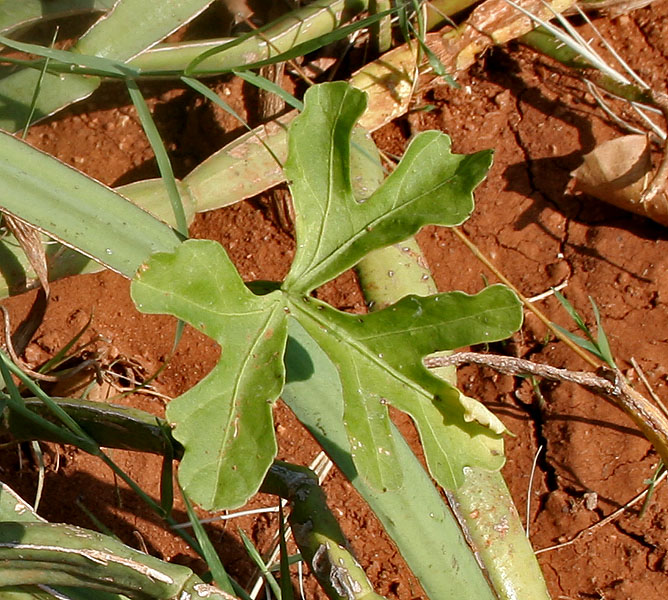
Detalle de la hoja

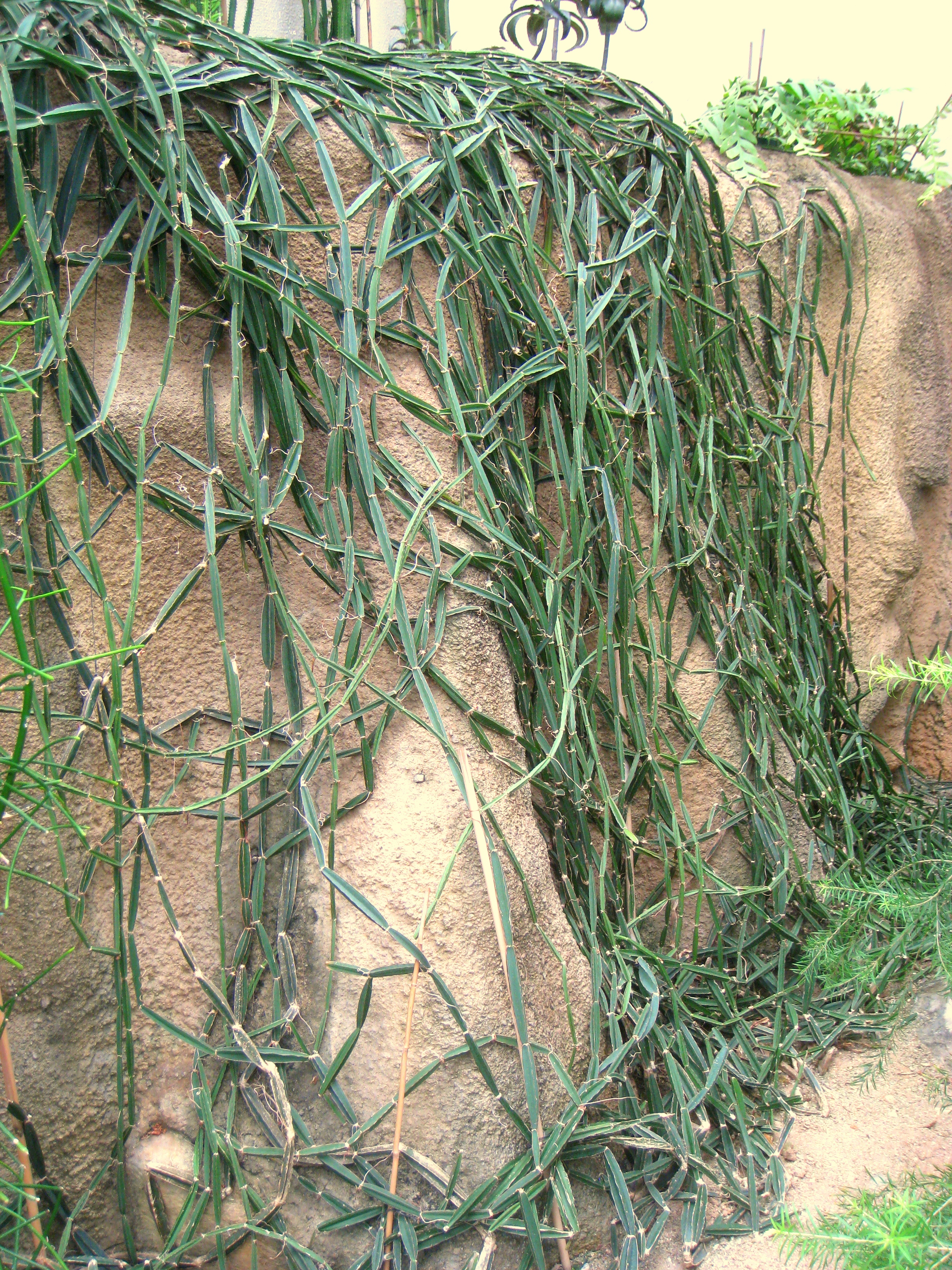
Vista de la planta

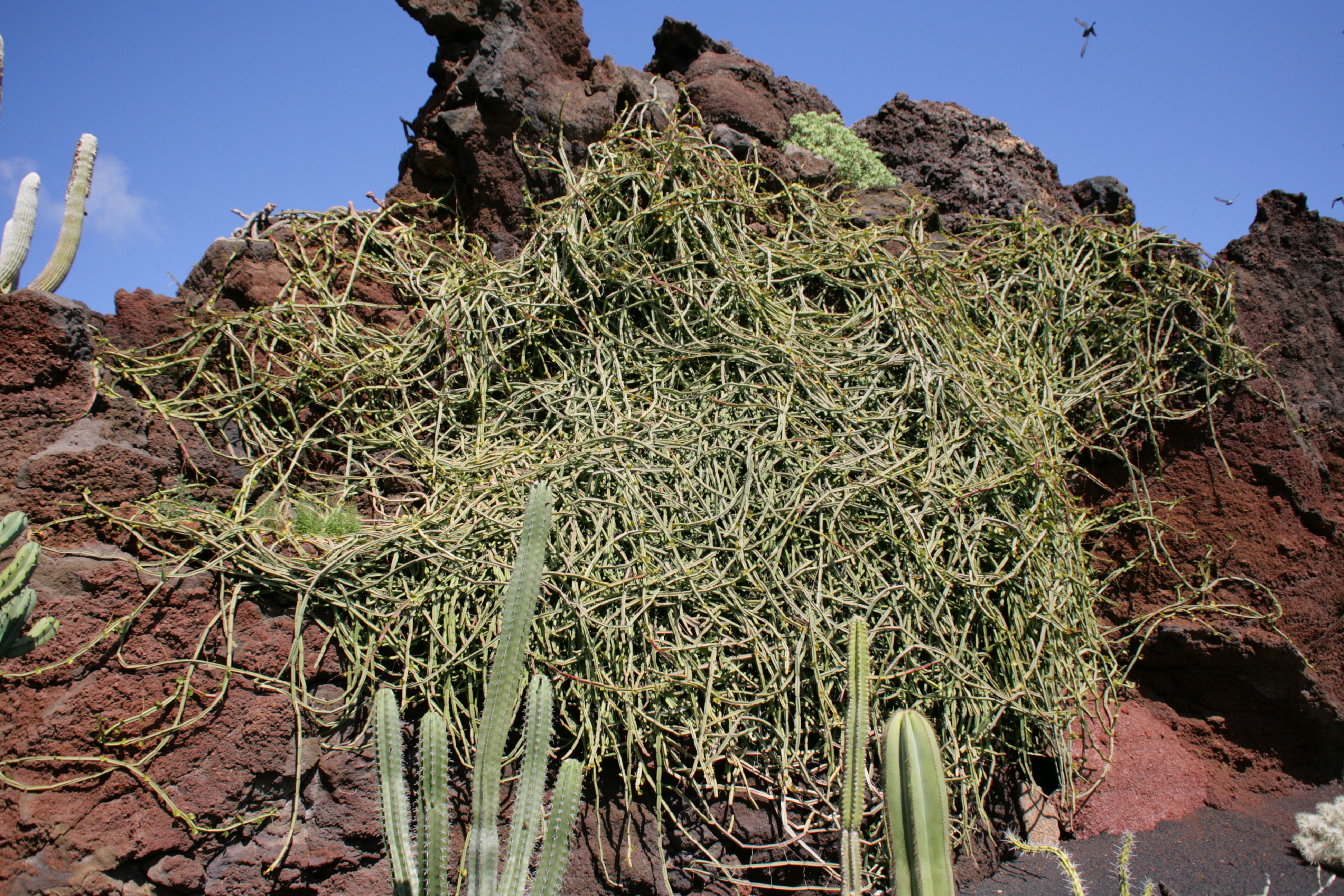
En su hábitat

## Descripción
Alcanza una altura de 1,5 m. Presenta ramificaciones de sección cuadrangular y entrenudos de 8 a 10 cm de largo y 12 a 15 mm de ancho.  En los cuatro ángulos tienen un filo ondulado y coriáceo. Las hojas aparecen en los nudos de los brotes: son trilobuladas, acorazonadas, dentadas, de 2 a 4 cm de ancho. Cada una tiene un zarcillo opuesto a sí misma en el nudo donde está inserta. Las flores, en racimo, son pequeñas y de color blanco, amarillento o verdoso. Las frutas son bayas globosas, rojas cuando están maduras.

## Distribución
Es probablemente nativa  de las tierras cálidas de India o Sri Lanka, pero se encuentra también en África, Arabia, Tailandia, Molucas, Java y Filipinas:

## Usos
Desde la antigüedad ha sido apreciada como planta medicinal. Los libros del Āyurveda le atribuyen la calidad de tónico y analgésico y prescriben su uso para ayudar a sanar las fracturas de huesos, por lo que la llaman asthisamharaka (que evita la destrucción de los huesos). También se le han atribuido propiedades para tratar la osteoporosis, el asma y la tos y externamente las hemorroides y el gonococo.
Las investigaciones contemporáneas han comprobado sus efectos favorables a la salud de los huesos y su eficiencia como anabolizante, debido a que contiene compuestos que actúan como antagonistas de  los receptores de los glucocorticoides. En tratamientos clínicos ha reducido entre 33 y 55 por ciento el tiempo para sanar fracturas de huesos. Se usa eficazmente en compuestos para ayudar a adelgazar a personas obesas.
Tiene efectos bactericidas y ayuda a prevenir la úlcera gástrica y el cáncer estomacal pues extractos obtenidos de la planta atacan al Helicobacter pylori.

## Taxonomía
Cissus quadrangularis fue descrita por  Linneo y publicado en Systema Naturae, ed. 12 2: 124, en el año 1767.
Etimología
Cissus: nombre genérico que deriva del griego κισσος ( kissos ), que significa "hiedra".
quadrangularis: epíteto latino que significa "con cuatro ángulos".
Variedades aceptadas
- Cissus quadrangularis var. pubescens Dewit

Sinonimia
- Cissus bifida Schumach. & Thonn.
- Cissus edulis Dalzell
- Cissus quadrangula L.
- Cissus quadrangula Salisb.
- Cissus succulenta (Galpin) Burtt-Davy
- Cissus tetragona Harv.
- Cissus tetraptera Hook.f.
- Cissus triandra Schumach. & Thonn.
- Vitis quadrangularis (L.) Wall. ex Wight & Arn.
- Vitis succulenta Galpin[4]